# Born Dead
Albums de Body Count
Body Count
(1992) Violent Demise: The Last Days
(1997)
Singles
1. Hey Joe
Sortie : 1993
2. Born Dead
Sortie : 1994
3. Necessary Evil
Sortie : 1994

Born Dead est le second album studio du groupe de crossover trash californien Body Count. Il est sorti le 6 septembre 1994 sur le label Virgin Records et a été produit par Ernie-C & Ice-T.

## Historique
L'enregistrement de cet album eut lieu principalement dans les studios One on One Recorders de North Hollywood et Rumbo Recorders de Canoga Park. Des enregistrements complémentaires eurent lieu aux studios Syndicate West (Los Angeles), Red Zone (de Burbank) et Cliffhanger (Vancouver).
Cet album succède au très controversé Body Count. Cet opus est musicalement plus orienté metal que le précédent, avec des tempos élevés et des sons de guitares agressifs. Cet album se démarque également par le thème omniprésent de la mort, qui s'illustre notamment à travers les titres Born Dead et Surviving the Game. Il y a aussi une reprise de Hey Joe du The Jimi Hendrix Experience. Ce titre fut enregistré par le groupe pour l'album hommage Stone Free: A Tribute to Jimi Hendrix sorti en 1993. Il sera aussi le premier single issu de cet album.
Il est à noter que tous les musiciens, hormis le batteur, participent à l'écriture des titres, ce qui n'était pas le cas sur le premier album composé uniquement par Ice-T et Ernie-C. Le titre Necessary Evil est même uniquement composé par le bassiste Mooseman qui en chante aussi le refrain. Il coécrit aussi le titre Drive By qui dénonce d'une certaine façon le Drive-by Shooting, il en sera malheureusement victime lui-même le 22 février 2001 à South Central alors qu'il n'était pas la cible. Mooseman quitta le groupe peu après la sortie de cet album.
Cet album se classa à la 74e place du Billboard 200 aux États-Unis. Il fit une belle percée en Europe et en Océanie, se classant dans le Top 10 en Allemagne, Australie, Autriche et Suisse. Il est le seul album du groupe à se classer charts britanniques, une 15e meilleure place. En France il se hissa à la 27e place des meilleures ventes de disques.

## Liste des titres
| No  | Titre              | Auteur                          | Durée |
| --- | ------------------ | ------------------------------- | ----- |
| 1.  | Body M/F Count     | Ice-T, Ernie-C                  | 2:14  |
| 2.  | Masters of Revenge | Ice-T, D-Roc                    | 5:35  |
| 3.  | Killin' Floor      | Ice-T, D-Roc                    | 2:30  |
| 4.  | Necessary Evil     | Mooseman                        | 3:59  |
| 5.  | Drive By           | Ice-T, Mooseman                 | 1:26  |
| 6.  | Last Breath        | Ice-T, Ernie-C                  | 5:18  |
| 7.  | Hey Joe            | Billy Roberts                   | 4:28  |
| 8.  | Shallow Graves     | Ice-T, Ernie-C, D-Roc           | 4:12  |
| 9.  | Surviving the Game | Ice-T, Ernie-C, Mooseman        | 5:41  |
| 10. | Who Are You?       | Ice-T, Ernie-C                  | 3:48  |
| 11. | Street Lobotomy    | Ice-T, D-Roc                    | 2:24  |
| 12. | Born Dead          | Ice-T, Ernie-C, D-Roc, Mooseman | 5:59  |

## Musiciens
- Ice-T : chant
- Ernie-C : guitare solo, guitare acoustique
- D-Roc : guitare rythmique
- Mooseman : basse, chant (refain de Necessary Evil)
- Beatmaster-V : batterie
- Sean E Sean: sampler, chœurs
- Sean E mac: hype man, chœurs

## Charts
charts album
| Pays             | Durée du classement | Meilleur classement |
| ---------------- | ------------------- | ------------------- |
| Allemagne        | 21 semaines         | 5e                  |
| Australie        | 8 semaines          | 5e                  |
| Autriche         | 13 semaines         | 5e                  |
| États-Unis       | 3 semaines          | 74e                 |
| France           | 4 semaines          | 27e                 |
| Nouvelle-Zélande | 5 semaines          | 16e                 |
| Pays-Bas         | 8 semaines          | 27e                 |
| Royaume-Uni      | 4 semaines          | 15e                 |
| Suède            | 3 semaines          | 24e                 |
| Suisse           | 10 semaines         | 10e                 |

Singles
| Année | Single         | Chart             | Durée du classement | Position |
| ----- | -------------- | ----------------- | ------------------- | -------- |
| 1994  | Hey Joe        | NZtop 40          | 4 semaines          | 31e      |
| 1994  | Born Dead      | GfK Entertainment | 9 semaines          | 32e      |
| 1994  | Born Dead      | OCC               | 2 semaines          | 28e      |
| 1994  | Born Dead      | Swisscharts       | 2 semaines          | 44e      |
| 1994  | Necessary Evil | OCC               | 2 semaines          | 44e      |
| 1994  | Swisscharts    | 2 semaines        | 41e                 |          |